# Natalija Paulauskaitė
Natalija Paulauskaitė (* 27. September 1991 in Sankt Petersburg, Sowjetunion) ist eine litauische Biathletin.

## Erfolge
Natalija Paulauskaitė startete für den Sporto klubas Vilimeksas. Sie debütierte auf internationaler Ebene bei den Sommerbiathlon-Weltmeisterschaften 2014 in Tjumen, wo sie 31. des Sprints, 27. der Verfolgung und als Startläuferin mit Natalija Kočergina, Tomas Kaukėnas und Karol Dombrovski Neunte mit der Mixed-Staffel wurde. Zum Auftakt der Saison 2014/15 bestritt die Litauerin in Beitostølen ihre ersten Rennen im IBU-Cup und wurde 46. und 75. in zwei Sprintrennen. Es folgte in Hochfilzen das Debüt im Weltcup. Mit Diana Rasimovičiūtė-Brice, Natalija Kočergina und Gabrielė Leščinskaitė wurde sie 21. des Staffelrennens. 
Im weiteren Saisonverlauf kam sie danach zunächst weiter im IBU-Cup zum Einsatz und gewann als 22. eines Einzels in Obertilliach erste Punkte. Es ist zugleich ihr bislang bestes Resultat in der Rennserie. Zum Jahreswechsel rückte Paulauskaitė wieder in das Weltcupteam Litauens auf. In Oberhof bestritt sie mit einem Sprint das erste Weltcup-Einzelrennen und wurde 63. Es ist zugleich das bislang beste Ergebnis in einem Einzelrennen, mit der Staffel konnte sie ihre Bestleistung in Antholz bis auf Rang 19 verbessern.

## Platzierungen im Biathlon-Weltcup
Die Tabelle zeigt alle Platzierungen (je nach Austragungsjahr einschließlich Olympische Spiele und Weltmeisterschaften).
- 1.–3. Platz: Anzahl der Podiumsplatzierungen
- Top 10: Anzahl der Platzierungen unter den ersten zehn (einschließlich Podium)
- Punkteränge: Anzahl der Platzierungen innerhalb der Punkteränge (einschließlich Podium und Top 10)
- Starts: Anzahl gelaufener Rennen in der jeweiligen Disziplin
- Staffel: inklusive Mixed- und Single-Mixed-Staffeln

| Platzierung              | Einzel | Sprint | Verfolgung | Massenstart | Staffel | Gesamt |
| ------------------------ | ------ | ------ | ---------- | ----------- | ------- | ------ |
| 1. Platz                 |        |        |            |             |         |        |
| 2. Platz                 |        |        |            |             |         |        |
| 3. Platz                 |        |        |            |             |         |        |
| Top 10                   |        |        |            |             |         |        |
| Punkteränge              |        |        |            |             | 23      | 23     |
| Starts                   | 7      | 24     | 1          |             | 23      | 55     |
| Stand: 31. Dezember 2021 |        |        |            |             |         |        |